# Смицкой, Андрей Артёмович
Андрей Артёмович Смицкой (22 декабря 1908, Нежеголь, Курская губерния — 1992)— советский хозяйственный, государственный и политический деятель.

## Биография
Родился в Нежеголи в 1908 году.
С 1923 года — рабочий Будённовского сахарного завода. Учился на рабфаке Московской сельскохозяйственной академии им. К. А. Тимирязева (1927—1930), в МИХМе (1930—1935). Член ВКП(б) с 1932 года.
С 1935 года работал на Тамбовском машиностроительном заводе «Комсомолец» — инженер конструкторского отдела, начальник медноаппаратного цеха, начальник ОТК, директор (с 1939). Под его руководством завод выполнял заказы для химической, пищевой, электротехнической промышленности. В 1943 году в Тулиновке организовал заводской Дом отдыха.
В 1962—1972 годы — главный инженер ВНИИРТМАШа.
Избирался депутатом Верховного Совета РСФСР 1-го созыва. Делегат XVIII съезда ВКП(б).
Умер в 1992 году.